# Lissonota obscuripes
Lissonota obscuripes là một loài tò vò trong họ Ichneumonidae.